# Alex Duarte
Alex Pires Duarte (São Luiz Gonzaga, 6 de setembro, 1986) é um cineasta, educador social, escritor e Diretor do filme e projeto Cromossomo 21.

## Biografia
Alex Duarte é graduado em Comunicação Social, pós-graduado em Psicopedagogia Clínica e Institucional, Educador Social e diretor do filme e projeto Cromossomo 21. Alex foi o primeiro jovem a documentar a Missão de Paz da ONU no Haiti: A Missão de Nossas Vidas, premiado no Festival de Cinema de Gramado . Seu filme Cromossomo 21 foi premiado em Hollywood e exibido nos cinemas do Brasil . Alex Duarte ganhou destaque no Programa do Fantástico ao criar e produzir o Reality Show Expedição 21, a Primeira Imersão de Pessoas com Deficiência Intelectual da América Latina . 

## Carreira
Formou-se em Comunicação Social pela UNIJUÍ e começou sua carreira como cineasta ainda na faculdade. Aos 23 anos, produziu o seu primeiro Documentário sobre a Missão de Paz da ONU no Haiti: A Missão de Nossas Vidas, premiado no Festival de Cinema de Gramado  . Em 2010, criou o projeto Cromossomo 21, que trabalha através de produções audiovisuais e palestras sobre o empoderamento de pessoas com síndrome de Down e outras deficiências. Em 2011, começou a produzir o seu primeiro filme, Cromossomo 21, exibido em vários Estados do país em 2017, através do Espaço Itaú de Cinema e premiado como Filme Destaque no Los Angeles Brazilian Film Festival. Em 2017, Alex também criou a Web Série Geração 21, que conta a história de 12 adultos com síndrome de Down que estão a caminho da independência. A web série foi premiada no Rio Web Fest como Best Performance : Episódio 12: Fernanda Honorato . Em 2018, Alex Duarte ganhou destaque no Programa do Fantástico ao criar e produzir o Reality Show Expedição 21, a Primeira Imersão de Pessoas com Deficiência Intelectual da América Latina. Em 2019, Alex transformou o Reality Show em um Documentário, lançado no Festival de Cinema de Gramado  , e exibido em várias cidades do país, incluindo o Palácio da Alvorada, para a atual Primeira Dama Michelle Bolsonaro. O Documentário também foi exibido em Hollywood , e premiado como Filme Destaque no Los Angeles Brazilian Film Festival . Atualmente, Alex viaja pelo Brasil através do seu tour de palestras: Como Empoderar Pessoas com Deficiência, tema do seu terceiro livro e inspirado na experiência da Expedição 21.

## Filmes dirigidos por Alex Duarte
- 2010: A Missão de Nossas Vidas: Haiti
- 2017: Cromossomo 21
- 2019: Expedição 21

## Obras do Autor
- 2016 - Cromossomo 21

- 2016 - Do Diagnóstico a Independência

- 2019 - Como Empoderar Pessoas com Deficiência [28][29]

## Prêmios e Indicações
- 2016 - Cromossomo 21 O filme - Filme em Destaque no (Los Angeles Brazilian Film Festival)
- 2017 - Cromossomo 21 O filme - Melhor filme sócio-ambiental, no FICC 2017
- 2017 - Cromossomo 21 O filme - Menção Honrosa (Festival de Cinema de Gramado)
- 2017 - Geração 21: Best Performance no Rio Web Fest
- 2019 - Documentário Expedição 21: Best Documentary (Los Angeles Brazilian Film Festival)

## Ligações Externas
- Perfil Oficial do Alex Duarte no Instagram
- Alex Duarte no Encontro com Fátima Bernardes
- Alex Duarte no Programa do Fantástico
- Alex Duarte no Programa Como Será